# Вернасино (Удине)
Вернасино је насеље у Италији у округу Удине, региону Фурланија-Јулијска крајина.
Према процени из 2011. у насељу је живело 24 становника. Насеље се налази на надморској висини од 452 м.